# Alexander Mackenzie (compositor)
Sir Alexander Campbell Mackenzie (Edimburgo, Escocia, 22 de agosto de 1847-Londres, Inglaterra, 28 de abril de 1935), mejor conocirdo como Alexander Mackenzie,  era un compositor, violinísta, director de orquestas y maestro de música escocés conocido por sus piezas para violín y piano, música para iglesia, música folclórica escocesa y óperas. Mackenzie era hijo de una familia musical y fue enviado para su educación musical hacia Alemania. Tuvo muchos éxitos como compositor, produciendo más de 90 composiciones, pero de 1888 a 1924 dedicó gran parte de sus energías a dirigir la Royal Academy of Music (Real Conservatorio de Música) en Londres. Junto con Hubert Parry y Charles Villiers Stanford, fue considerado como uno de los padres del renacimiento musical británico a finales del siglo XIX.
Compuso prolíficamente en todos los géneros, atrajo enseguida la atención del público con un cuarteto para piano, compuesto a los 26 años. Pero su punto fuerte fue la música de programa, en especial la orquestal, integrada por oberturas dramáticas y suites. En algunas de sus obras refleja su ascendencia escocesa, como en el Concierto escocés para piano en Sol Mayor. Para coros creó La novia y La rosa de Sharon; escribió siete óperas, numerosas canciones (muchas basadas en poesías de Burns), piezas para piano y algo de música de iglesia y órgano. Entre 1892 y 1899 estuvo al frente de la Royal Philarmonic Society. Recibió el doctorado en música por varias universidades y el título de caballero en 1895.

## Vida y Carrera
Mackenzie nació en Edimburgo, el hijo mayor de Alexander Mackenzie y su esposa, Jessie Watson de soltera Campbell Fue el cuarto músico de su familia. Su bisabuelo era un músico del ejército; su abuelo, John Mackenzie, era violinista en Edimburgo y Aberdeen; su padre también era violinista, director de orquesta en el Theatre Royal de Edimburgo y editor de La música de baile nacional de Escocia. El talento musical de Mackenzie surgió temprano: a la edad de ocho años tocaba todas las noches en la orquesta de su padre. Fue enviado para su educación musical a Alemania, viviendo con su maestro, el Stadtmusiker August Bartel, en Schwarzburg-Sondershausen en Turingia, donde entró en el conservatorio bajo K. W. Ulrich y Eduard Stein, permaneciendo allí desde 1857 hasta 1861, cuando ingresó a la orquesta ducal como violinista.

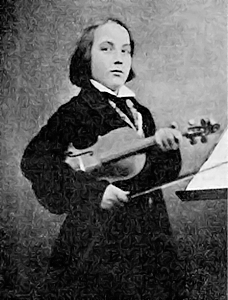
Mackenzie a los 12 años de edad.

Mackenzie, de 12 años. En 1927 dijo: "Si pudiera terminar mi carrera con una melena así, moriría feliz (If I could only finish my career with a head of hair like that, I should die happy)".
Mackenzie deseaba continuar sus estudios de violín con el maestro Prosper Sainton, que había enseñado a su padre, y en 1862 solicitó con éxito la admisión a la Real Academia de Música en Londres (Royal Academy of Music), donde Sainton le enseñó. Sus otros tutores fueron el director, Charles Lucas (armonía) y Frederick Bowen Jewson (piano).
Poco después de comenzar en la Academia, recibió una Beca del Rey, cuyos ingresos aumentaron cuando Mackenzie tocanba en el teatro y en Salones de música bandas de pit, así como en conciertos clásicos bajo el director principal Michael Costa. Esto a veces le hizo descuidar su labor académica, y en una ocasión, al no haber podido preparar una pieza de un compositor clásico para un examen de piano, improvisó, "partiendo en La menor y cuidando de terminar en el mismo tono", y convenció a los examinadores de que se trataba de un trabajo poco conocido de Schubert. Al recordar esta broma en su vejez, agregó: "Nunca he dejado de maravillarme por mi escape, y ciertamente no recomendaría a ningún estudiante que corra un riesgo similar hoy (I have never ceased to wonder at my escape, and would certainly not advise any student to run a similar risk today.)" Algunas de las primeras composiciones de Mackenzie se realizaron en la Academia.

### Carrera Temprana
En 1865 Mackenzie regresó a Edimburgo. Realizó una gran carga de trabajo docente, tanto a nivel privado como en universidades locales, y desde 1870 estuvo a cargo de la música en St George's, Charlotte Square. En 1873 asumió la dirección de la Scottish Vocal Association (Asociación Vocal Escocesa). También tocó el violín en conciertos orquestales tanto a nivel local como en el Festivales de Birmingham de 1864 a 1873, encuentro con músicos visitantes, incluido el director Hans von Bülow, quien se convirtió en un firme amigo. En 1874, Mackenzie se casó con una mujer local, Mary Malina Burnside, tuvieron una hija, Mary Mackenzie Mackenzie comenzó con éxito a componer música orquestal. Bülow dirigió su obertura Cervantes en 1879, y dos de sus rapsodias escocesas fueron estrenadas por August Manns en 1880 y 1881.

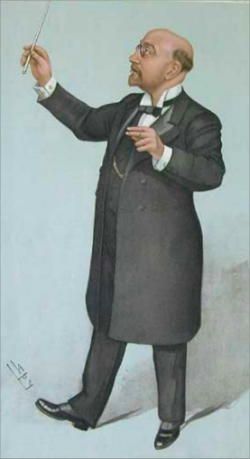
Caricatura de Alexander Mackenzie

Para entonces, la gran carga de trabajo de Mackenzie como profesor y músico comenzó a socavar su salud. Dos de los alumnos de Bülow en Florencia, Italia, Giuseppe Buonamici y George F. Hatton, presentaron a Mackenzie a los filántropos musicales Carl y Jessie Hillebrand. Después de unos meses de descanso bajo su cuidado, Mackenzie comenzó a componer a tiempo completo. Aparte de un año en Inglaterra (1885), hizo de Florencia su hogar hasta 1888. Durante este período pasó mucho tiempo en compañía de Franz Liszt. Comenzó a componer obras de gran formato, incluyendo música instrumental, orquestal y coral y dos óperas.
Su cantatas La novia y Jason fueron dados con éxito, y el Compañía Carl Rosa encargó su primera ópera, Colomba, escrito en un libreto preparado por Francis Hueffer, crítico musical de The Times. La ópera se estrenó con éxito en 1883. Una segunda ópera, El trovador, producido por la misma compañía en 1886, tuvo menos éxito, aunque Liszt pensó lo suficiente en la pieza como para comenzar a trabajar en una fantasía para piano basada en temas de la misma. Pablo de Sarasate estrenó un Concierto para violín por Mackenzie en el Festival de Birmingham de 1885. Para la temporada 1885-1886, Mackenzie fue nombrado director de Novello's oratorio conciertos en Londres. Liszt hizo su última visita a Inglaterra principalmente para escuchar su Santa Isabel realizado bajo la dirección de Mackenzie en 1886.

### Años pico
En octubre de 1887, el director de la Real Academia de Música (Royal Academy of Music), Sir George Macfarren, murió y, a principios de 1888, Mackenzie fue designado para sucederlo. Ocupó el cargo durante 36 años hasta su jubilación en 1924. En ese momento, la Academia fue eclipsada por su rival más joven, el Real Colegio de Música Royal College of Music, y Mackenzie se propuso revivir su reputación. Tuvo la suerte de disfrutar del amistoso apoyo de sus homólogos en el Colegio. George Grove, y, desde 1895, Hubert Parry, y las dos instituciones establecieron una estrecha relación de trabajo de beneficio mutuo. Además de revisar el plan de estudios y reorganizar la facultad, Mackenzie se involucró personalmente con sus estudiantes enseñando composición y dirigiendo la orquesta estudiantil. En 1912, la Academia se trasladó de sus antiguos edificios en Mayfair a locales especialmente construidos en Marylebone. En sus últimos años como director, Mackenzie se volvió marcadamente conservador, prohibiendo a sus estudiantes tocar la música de cámara de Ravel, a la que estigmatizó como "una influencia perniciosa".
Mackenzie fue director de la Real Sociedad Coral (Royal Choral Society) y de la Real Sociedad Filarmónica (Royal Phillarmonic Society)  entre 1892 y 1899, dando los estrenos británicos de muchas obras, incluidas sinfonías de Chaikovski y Borodin.
Como su padre, Mackenzie mostró un gran interés por la música folclórica y produjo varias colecciones de arreglos de canciones tradicionales escocesas. En el año 1903, interesado en investigar la canción popular canadiense, emprendió una gira por Canadá organizada por el músico anglo-canadiense Charles A.E. Harriss. Su visita estimuló la escena cultural y se llevaron a cabo concursos de festivales corales en todo Canadá con la fundación de once nuevas sociedades corales. Alexander dirigió conciertos durante la gira, exclusivamente de música británica.
Mackenzie fue considerado un músico cosmopolita según el diccionario de música de Oxdord. Hablaba alemán e italiano con fluidez y fue elegido para el cargo de Presidente de la Sociedad Musical Internacional, que ocupó de 1908 a 1912. Desde sus primeros días tocando en orquestas en Edimburgo y Birmingham, conoció y se hizo amigo de muchos músicos internacionales destacados, como Clara Schumann, José Joachim, Charles Gounod y Antonín Dvořák. Su amistad con Liszt comenzó en la época de estudiante de Mackenzie en Sondershausen y duró el resto de la vida de Liszt.
Aunque Mackenzie compuso una gran cantidad de obras, que obtuvieron un gran éxito de público, encontró, que dirigir un gran conservatorio musical dejaba menos tiempo para la composición. Tanto en la Academia como en otros lugares, fue un conferencista popular, entre sus temas estaban la opera de Verdi, Falstaff, el texto de su conferencia sobre el cual se publicó más tarde en traducción en Italia. Sobreviviendo a sus contemporáneos Sullivan y Parry, dio conferencias conmemorativas sobre su vidas y obra.
A finales del siglo XIX y principios del XX, la prominencia profesional de Mackenzie le valió muchos honores de universidades y sociedades científicas en Gran Bretaña y en el extranjero. Él era caballero en 1895, y creó un Caballero Comandante de la Real Orden Victoriana (KCVO) en 1922, año de las celebraciones del centenario de la Real Academia, en la que fue la figura central. El 15 de octubre de 1923 la BBC transmitió uno de los primeros ejemplos de un programa de un solo compositor, dedicando una hora y 45 minutos a las interpretaciones de las obras de Mackenzie, dirigidas por el compositor En su ochenta y seis cumpleaños, más de cuarenta distinguidos músicos le obsequiaron con una bandeja de plata con facsímiles de sus firmas, que incluían las de: Edward Elgar, Frederick Delius, Ethel Smyth, Edward Alemán, Henry Wood y Landon Ronald. Se retiró de la Academia y de la vida pública en 1924
Mackenzie murió en Londres en 1935 a la edad de 87 años.

## Obras

### Obras Orquestales

#### Overturas
- 1880 - Tempo di Ballo, overture
- 1864 - Concert Overture
- 1869 - Overture to a Comedy
- 1876 - Cervantes, overture
- 1894 - Britannia, nautical overture, Op.52
- 1888 - Twelfth Night, overture, Op.40
- 1922 - Youth, Sport, Loyalty, overture, Op.90 (fp. Royal Academy of Music, London, 20 de julio de 1922)

#### Rapsodias
- 1879 - Rhapsodie Ecossaise, Op.21.
- 1880 - Burns (Segunda rapsodia escocésa), Op.24.
- 1911 - Tam o’Shanter (Tercera rapsodia escocésa), Op.74
- 1904 - Canadian Rhapsody, Op.67

#### Suites
- 1902 - London Day by Day, suite, Op.64

#### Poemas Sinfónicos
- 1883 - La belle dame sans merci, tone poem, Op.29.
- 1915 - Ancient Scots Tunes, Op.82

#### Otras obras orquestasles
- 1862 - Festmarsch
- 1878 - Scherzo
- 1888 - Benedictus, for orchestra, Op.37 No.3
- 1894 - From the North: Three Scottish Pieces for Orchestra, Op.53 (
- 1902 - Coronation March, Op.63
- 1910 - La Savannah, air de ballet, Op.72
- 1911 - An English Joy-Peal, Op.75
- 1911 - Invocation, Op.76

### Obras Concertantes

#### Para Violonchelo
- 1875 - Larghetto and Allegretto, for cello and orchestra, Op.10

#### Para Violín
- 1884-85 - Violin Concerto in C# minor, Op.32
- 1889 - Pibroch, suite for violin and orchestra, Op.42
- 1891 - Highland Ballad, for violin and orchestra, Op.47 No.1
- 1906-07 - Suite, for violin and orchestra, Op.68

#### Para Piano
- 1897 - Scottish Concerto, for piano and orchestra, Op.55

### Obras Corales

#### Cantatas
- 1881 - The Bride, cantata, Op.25
- 1882 - Jason, cantata, Op.26
- 1886 - The Story of Sayid, cantata, Op.34
- 1889 - The Cotter’s Saturday Night, cantata, Op.39
- 1891 - Veni Creator Spiritus, cantata, Op.46
- )1904 - The Witch’s Daughter, cantata, Op.66
- 1908 - The Sun-God’s Return, cantata, Op.69

#### Oratorios
- 1884 - The Rose of Sharon, dramatic oratorio, Op.30
- 1892 - Bethlehem, mystery (oratorio), Op.49 (fp. Royal Albert Hall, London, 12 de abril de 1894)

#### Para coro y agrupaciones sinfónicas
- 1887 - A Jubilee Ode, for soli, chorus and orchestra, Op.36
- 1887 - The New Covenant, ode for chorus, military band and organ, Op.38

#### Otros
- 1888-89 - The Dream of Jubal, poem with music, Op.41

### Óperas
- 1882-83 - Colomba, Op.28
- 1886 - The Troubadour, Op.33
- 1897 - His Majesty; or, The Court of Vingolia, comic opera
- 1901 - The Cricket on the Hearth, Op.62
- 1904-05 - The Knights of the Road, operetta, Op.65
- 1916-20 - The Eve of St John, Op.87

### Música Incidental
- 1890 - Ravenswood, Op.45
- 1891 - Marmion, Op.43
- 1897 - The Little Minister, Op.57
- 1898 - Manfred, Op.58
- 1901 - Coriolanus, Op.61

### Música Recitada
- 1890 Ellen McJones, recitation with piano
- 1895 - Eugene Aram, recitation with orchestra, Op.59 No.2
- 1911 - Dickens in Camp, recitation with piano

### Música de Cámara

#### Para Piano y cuerdas
- 1873 - Piano Quartet in Eb, Op. 11
- 1867 - Piano Trio in Bb

#### Para Cuarteto de Cuerdas
- 1868 - String Quartet in G

#### Para Órgano
- 1882 - Three pieces for organ, Op.27

#### Para Violín y Piano
- 1888 - Six pieces for violin and piano, Op.37
- 1895 - From the North, nine pieces for violin and piano, Op.53
- 1905 - Larghetto religioso for violin and piano
- 1913 - Invocation for violin and piano, Op.76
- 1915 - Four Dance Measures for violin and piano, Op.80
- 1920 - In Memoriam, postlude for organ and violin
- 1922 - Distant Chimes for violin and piano, Op.89
- 1924 - Gipsy Dance for violin and piano
- 1928 - Two pieces for violin and piano, Op.91

### Música para Piano Solo
- 1861 - Nocturne
- 1861 - Variations in E minor
- 1862 - Sehnsucht
- 1862 - Ungarisch
- 1876 - Rustic Scenes, Op.9
- 1877 - Five Pieces, Op.13
- 1877 - Trois Morceaux, Op.15
- 1879 - Six Compositions, Op.20
- 1880 - Scenes in the Scottish Highlands (three pieces), Op.23
- 1885? - Six Song Transcriptions by Giuseppe Buonamici
- 1899 - Morris Dance
- !909 - Fantasia in Eb, Op.70
- 1915 - English Air with Variations, Op.81
- 1916 - Jottings – 6 Cheerful Little Pieces (Books 1 and 2)
- 1916 - Odds and Ends (four pieces), Op.83
- 1921 - Varying Moods (four pieces)